# Museu da Maré
O Museu da Maré é um conjunto de ações voltadas para o registro, preservação e divulgação da história das comunidades da Maré (Complexo da Maré) na cidade do Rio de Janeiro, em seus diversos aspectos, sejam eles culturais, sociais ou econômicos.
Ele envolve vários núcleos de ação que têm como centro a exposição permanente, mas que se desdobram em outras ações como a organização de acervo documental; a realização de pesquisa em história oral; o desenvolvimento de atividades lúdicas e educativas, como o grupo de Contadores de Histórias; além da realização de diversos eventos como exposições itinerantes, seminários, oficinas e produção de material temático.
Atualmente, funcionam no espaço o Arquivo Dona Orosina Vieira, a Biblioteca Elias José, cursos e demais projetos especiais, como o Marias Maré e a exibição semanal de filmes, o Maré ponto Cine.

## História
O processo que resultou na criação do Museu da Maré remonta, no mínimo, ao ano de 1998, quando foi criada a Rede Memória da Maré. Dois anos mais tarde, realizou-se na Fundação Oswaldo Cruz uma jornada para debater o tema da apropriação cultural. Essa jornada possibilitou o encontro e o desenvolvimento de parcerias entre os organizadores da Rede Memória da Maré e alguns atores da Universidade Federal do Estado do Rio de Janeiro – Unirio. A parceria contribuiu para a realização de oficinas de museologia na sede do Centro de Estudos e Ações Solidárias da Maré – Ceasm; a inauguração do Arquivo Dona Orosina em 2001; a elaboração de duas dissertações de mestrado; a realização de exposições temporárias no Museu da República, no Castelinho do Flamengo e no Centro Cultural do Tribunal de Contas do Estado, ambas em 2004, e para a construção do Museu.
A experiência de realização de uma exposição em 2004 no Museu da República, utilizando a linguagem museográfica e de uma instalação no Castelinho do Flamengo utilizando imagens do acervo da Rede Memória com uma linguagem artística e etnográfica, demonstraram ser possível a constituição do Museu. Em 2005, com recursos oriundos do Programa Cultura Viva – Pontos de Cultura e o apoio técnico do Departamento de Museus do IPHAN, foi iniciada a implantação do Museu da Maré, que veio a se concretizar no dia Oito de maio de 2006.

## Memória do lugar
O Museu foi construído dentro de uma antiga fábrica de transportes marítimos – Cia Libra de Navegação, cedida ao Ceasm pelo prazo de dez anos, que tem cerca de 800 m² e uma área construída de 668 m². Localiza-se próximo ao entroncamento da Avenida Brasil com as linhas Amarela e Vermelha, numa área movimentada e estratégica do ponto de vista dos fluxos urbanos do município carioca.
A vocação para o trabalho com a memória acabou selando o destino da antiga fábrica. Trazer à tona lembranças dos antigos moradores ou mesmo dos jovens podia ser um bom caminho para construção de vínculos, relações novas e saudáveis, processos de coesão entre os moradores de uma região conturbada pela violência e pelo descaso do poder público. A equipe do Ceasm sabia que a Maré tinha suas histórias, seus personagens, suas tradições. Foi com a certeza de que o trabalho com o patrimônio e a memória poderia dar bons frutos e contribuir para a dignidade social dos moradores da favela que começou a conceber o Museu da Maré, com a participação da comunidade local e a colaboração de professores universitários e técnicos do Departamento de Museus e Centros Culturais do IPHAN.

## Um museu em 12 tempos
Um museu concebido em 12 tempos: tempo da água, da casa, da migração, da resistência, do trabalho, da festa, da feira, da fé, do cotidiano, da criança, do medo e o tempo do futuro. Um museu que concebe o tempo, concomitantemente, diacrônico e sincrônico; que dialoga com relógios, calendários, cronômetros de diferentes ritmos naturais, como as cheias e baixas da maré, e sociais.
O Museu da Maré desconstrói a ideia dentro e para fora da favela.
Hoje, o Museu da Maré é uma das principais fontes de estudos sobre a memória e a história da favela e o seu acervo, que reúne mais de 3200 existente acerca dos museus monumentais e da historia que abordam, uma vez que vem contar e preservar de uma maneira singular uma história popular e não elitista. É nesse sentido que dá ênfase à vida social dos moradores do complexo da Maré e os processos de comunicação para itens, é composto por mapas, vídeos, fotografias, recortes de jornais e outros documentos textuais, objetos de uso doméstico, alfaias de faina, alfaias religiosas e brinquedos.
É, em resumo, um lugar de vida, intercâmbio entre gerações que pretende tanto conscientizar seus moradores acerca da história que os envolve quanto mostrar para a sociedade em geral a riqueza história e cultural que detêm os subúrbios cariocas.